# Prionostemma wagneri
Prionostemma wagneri is een hooiwagen uit de familie Sclerosomatidae.